# كارلا جيمينيز
كارلا جيمينيز (بالإنجليزية: Carla Jimenez)‏ هي ممثلة أمريكية، ولدت في 14 مايو 1978 في الولايات المتحدة.

## أعمال

### أفلام
- (2012) عملية إنقاذ[4]

## وصلات خارجية
- كارلا جيمينيز على موقع IMDb (الإنجليزية)
- كارلا جيمينيز على موقع قاعدة بيانات الفيلم (الإنجليزية)